# 流苏萼越桔
流苏萼越桔（学名：Vaccinium fimbricalyx），为杜鹃花科越桔属下的一个植物种。